# 联航快运6291号班机坠毁事故
联航快运6291号班机是由联航快运运营、自美国华盛顿杜勒斯国际机场飞往俄亥俄州哥伦布港国际机场的常规航班。1994年1月7日夜，其在到达哥伦布港前失速坠毁，机上的两名操作人员、一名空服人员和两名乘客死亡。事故中的幸存者是一个台湾的三口之家。

## 事故过程
6291号航班由英国宇航公司生产的捷流41型客机运营。事发当日，该班机于当地时间21:58由杜勒斯国际机场起飞，预定经过90分钟的飞行到达俄亥俄州哥伦布。3名机组成员分别是35岁的机长德里克·怀特、29岁的副机长安东尼·萨缪斯和58岁的空服玛努艾拉·沃克。机上共有5名乘客。23:10左右，机组成员联系到哥伦布的空管人员，机长报告班机正在从13,200英尺（4,000米）下降到11,000英尺（3,400米）。23:15更新了天气预报。机组接到通知，可以降落在28L跑道。
当飞机降落到1,250英尺（380）高度时，震杆器发出声音警报，持续3秒。1.5秒后，震杆器再次发出警报。飞机持续坠落，最后撞在一排树上，卡在跑道1.9千米外的大楼中。飞机左侧发动机起火，并迅速蔓延至全机。5名乘客中至少有4名生存，但最终只有3名乘客成功逃脱。

## 事后调查
美国国家运输安全委员会调查了这次事故，于1994年10月6日发布了调查报告。调查报告认为机组成员和联航快运应为事故负责，前者未能成功计划和执行进近程序，对失速作出了不当反应，缺乏操纵装备有电子飞行仪表系统的飞行器的经验。联航快运没有提供固定的进近程序、合适的飞行训练模拟器以及机组人力资源管理训练程序。